# جريج وايز
جريج وايز (بالإنجليزية: Greg Wise)‏ هو ممثل بريطاني، ولد في 15 مايو 1966 في المملكة المتحدة.

## أعمال

### أفلام
- (1995) العقل والعاطفة[6]
- (2003) جوني إنجلش[7]
- (2013) باركلاند

### مسلسلات
- التاج

## وصلات خارجية
- جريج وايز على موقع IMDb (الإنجليزية)
- جريج وايز على موقع ألو سيني (الفرنسية)
- جريج وايز على موقع ميوزك برينز (الإنجليزية)
- جريج وايز على موقع أول موفي (الإنجليزية)
- جريج وايز على موقع أول موفي (الإنجليزية)
- جريج وايز على موقع قاعدة بيانات الأفلام السويدية (السويدية)
- جريج وايز على موقع إن إن دي بي (الإنجليزية)
- جريج وايز على موقع ديسكوغز (الإنجليزية)
- جريج وايز على موقع قاعدة بيانات الفيلم (الإنجليزية)
- جريج وايز على موقع كينوبويسك (الروسية)